# Go Back to Where You Came From
Go Back To Where You Came From é uma série de televisão australiana produzida pela Cordell Jigsaw Productions e transmitida entre 2011 e 2012 pela rede SBS.

## Participantes

### Primeira temporada
Os seis participantes embarcam em um barco de refugiados com destino à República Democrática do Congo e ao Iraque. Lá foram protegidos pelas forças de manutenção da paz da ONU e pelos militares dos EUA. No episódio final, os participantes são questionados sobre suas respostas às experiências.
- Gleny Rae
- Adam Hartup
- Raquel Moore
- Darren Hassan
- Raye Colbey
- Roderick Schneider

### Segunda temporada
Os participantes famosos da temporada de 2012 foram colocados em um barco frágil com destino à Ilha Christmas.
- Peter Reith
- Angry Anderson
- Allan Asher
- Catherine Deveny
- Mike Smith
- Imogen Bailey

### Terceira temporada
Os seis participantes da temporada de 2015 foram:
- Davy
- Kim
- Nicole Judge
- Jodi e Renee
- Andrew

### Quarta temporada
Três episódios foram exibidos de 2 a 4 de outubro de 2018. Os episódios foram apresentados por Ray Martin e Janice Petersen.
- Jacqui Lambie
- Marina (advogada de Sydney e ex-refugiada de Sarajevo)
- Steve (ex-guarda prisional de Adelaide)
- Gretel Killeen
- Peter Everitt
- Meshel Laurie

## Recepção
Na noite de estreia, a série se tornou o trending topic número um no Twitter em todo o mundo. Os números de audiência tornaram-no o programa de maior audiência da SBS em 2011. Estima-se que 524.000 telespectadores assistiram ao primeiro episódio, seguidos por 569.000 no segundo e 600.000 no terceiro.